# Beau Vallon
Pour les articles homonymes, voir Beau Vallon (homonymie).
Beau Vallon est un village de l'île Maurice situé dans le district de Grand Port. C'est aujourd'hui une petite station balnéaire réputée avec les services nécessaires au tourisme: commerces, distributeur de billets de banque, station-essence, poste de police, etc.